# Яйлагьоне
Яйлагьоне, още Яйлагюн или Елягюню (на турски: Yaylagöne), е село в Източна Тракия, Турция, Вилает Родосто.

## География
Селото се намира на 12 километра западно от Малгара.

## История
В 19 век Яйлагьоне е българско село в Малгарска каза на Одринския вилает на Османската империя. Според „Етнография на вилаетите Адрианопол, Монастир и Салоника“, издадена в Константинопол в 1878 година и отразяваща статистиката на населението от 1873 Яйли гуни (Yaïli-guni) е село със 126 домакинства и 608 жители българи.
Според статистиката на професор Любомир Милетич в 1912 година в Яйлагюн живеят 102 български екзархийски семейства и 85 семейства или 425 души българи униати. В селото имало две църкви - православна и католическа и голямо училище в което е преподавал Арсени Костенцев.
При избухването на Балканската война в 1912 година един човек от Яйла гьоз е доброволец в Македоно-одринското опълчение.
Българското население на Яйлагьоне се изселва след Междусъюзническата война в 1913 година. От тях 10 семейства (52 души) се заселват в Бургаска околия и 7 семейства (31 души) в Ямболска.

## Личности
Родени в Яйлагьоне
- Божил Калинов (1892 – ?), македоно-одрински опълченец, 1 рота на 5 одринска дружина[5]